# DR P2
DR P2 ist ein öffentlich-rechtlicher dänischer Radiosender.
Es ist der zweite öffentlich-rechtliche Radiosender Dänemarks und bereits seit dem Jahr 1951 auf Sendung. Der Sender ist ein Hörfunkprogramm für klassische Musik und Kammermusik.

## Empfang in Deutschland
Im deutsch-dänischen Grenzgebiet ist der Sender via UKW und DAB zu empfangen. Zudem speist die Kabel Deutschland P2 analog in große Teile der schleswig-holsteinischen Kabelnetze ein. Ansonsten ist auch noch ein Empfang über das Internet möglich. Seit 2011 muss sich DR P2 die UKW-Kette mit DR P1 teilen, da die vierte UKW-Kette an private Programmveranstalter vergeben wurde. Seitdem ist P2 terrestrisch ausschließlich via DAB 24 Stunden lang zu empfangen. Am 5. April 2011 erhielt die Firma Berlingske People A/S für ihr Programm Radio24syv die ehemalige P2-Frequenzkette.